# Pi Arae
Pi Arae (π Arae, förkortat Pi Ara, π Ara)  är en ensam stjärna belägen i den mellersta delen av stjärnbilden Altaret. Den har en skenbar magnitud på 5,25, är synlig för blotta ögat där ljusföroreningar ej förekommer. Baserat på parallaxmätning inom Hipparcosuppdraget på ca 46,3 mas, beräknas den befinna sig på ett avstånd på ca 70 ljusår (ca 22 parsek) från solen. Stjärnan flyttar sig närmare solen med en radiell hastighet av -3 km/s.

## Egenskaper
Pi Arae är en blå till vit stjärna i huvudserien av spektralklass A5 IV-V, vilket betyder att den är på väg mot dess stadium av underjätte efter att snart ha förbrukat förrådet av väte i dess kärna. Stjärnan har en beräknad massa som är omkring 75 procent större än solens massa, en radie som är ca 1,9 gånger större än solens och utsänder från dess fotosfär ca 13 gånger mera energi än solen vid en effektiv temperatur av ca 8 200 K.
Pi Arae visar ett överskott av infraröd strålning, vilket kan förklaras av omgivande stoftskiva. Den termiska strålningen ansluter till en tvåkomponentmodell, bestående av en inre skiva av varma kristallina silikatpartiklar och en yttre kallare skiva av smutsig is. Den inre skivan har en temperatur på 173 K och kretsar på ett avstånd av ungefär 9,1 AE från värdstjärnan. Den yttre skivan är 77 K och har banor på ett avstånd av ca 117,3 AE. Den lilla storleken på några av stoftkornen tyder på att den inre skivan kan ha bildats relativt nyligen genom kollisioner mellan omkretsar planetesimaler.